# Wilfried Hansmann
Wilfried Hansmann (* 5. September 1940 in Waldbröl-Hufen; † 8. Juli 2021 in Bonn) war ein deutscher Kunsthistoriker, Hauptkonservator und Denkmalpfleger.

## Leben
Wilfried Hansmann studierte Kunstgeschichte, Germanistik, Geschichte und Volkskunde und graduierte 1967 zum Magister Artium an der Universität Bonn. 1969 wurde er mit einer Arbeit über das Treppenhaus und das Große Neue Appartement des Brühler Schlosses zum Dr. phil. promoviert. Von 1969 an war Hansmann für das Rheinische Amt für Denkmalpflege tätig, von 1985 bis 2005 als Hauptkonservator und Leiter der Restaurierungswerkstätten. Er lehrte an der Universität Bonn Kunstgeschichte. 2006 wurde er durch die Landesregierung von Nordrhein-Westfalen zum Professor ernannt.
Hansmann war verheiratet und hatte zwei Kinder. Er war Mitglied der katholischen Studentenverbindung K.D.St.V. Borusso-Westfalia Bonn im CV.
Er publizierte zahlreiche Bücher und wissenschaftliche Aufsätze. Er war Mitherausgeber der Zeitschrift „Die Gartenkunst“.

## Ehrungen und Auszeichnungen
- Paul-Clemen-Stipendium des Landschaftsverbandes Rheinland (1977)
- Preis der Deutschen Gartenbau-Gesellschaft (1985)

## Schriften
- Balthasar Neumann. Leben und Werk. DuMont, Köln 1986. ISBN 3-7701-1814-6
- Spätgotik am Niederrhein. zusammen mit Godehard Hoffmann. Köln, Bachem 1998. ISBN 3-7616-1362-8
- Ernst Günter Hansing. Menschenbild und Abstraktion, Wienand 1998, zusammen mit Hans Nitsche. ISBN 3-87909-492-6
- Barock. Deutsche Baukunst 1600-1760, Seemann 1997. ISBN 3-363-00675-6
- Balthasar Neumann,  zusammen mit Florian Monheim (Foto). DuMont Reiseverlag, Köln 1999. ISBN 3-7701-4411-2
- Barocke Gartenparadiese. Meisterleistungen der Gartenarchitektur, zusammen mit Florian Monheim (Foto). DuMont Reiseverlag 1999, ISBN 3-7701-3831-7
- Barock und Rokoko, zusammen mit Florian Monheim (Foto). Köln, DuMont 2002. ISBN 3-8321-7168-1
- Schloss Augustusburg in Brühl. Schloss Falkenlust in Brühl., zusammen mit Florian Monheim (Foto). 2 Bde. Worms, Wernersche Verlagsgesellschaft 2002, ISBN 3-88462-188-2
- Das Tal der Loire. Kunst - Reiseführer. Schlösser, Kirchen und Städte im 'Garten Frankreichs'  DuMont, Köln, 2002. ISBN 3-7701-3555-5.
- DuMont Geschichte der Gartenkunst: Von der Renaissance bis zum Landschaftsgarten. Zusammen mit Kerstin Walter (Hrsg.), Florian Monheim (Foto). Dumont, Köln 2006. ISBN 3-8321-7670-5
- Der Rhein ist mein Schicksal geworden, zusammen mit Paul Clemen u. Gisela Knopp. Worms, Wernersche Verlagsgesellschaft 2006. ISBN 3-88462-226-9
- Päpste Paul VI. und Johannes Paul II. in Bildnissen von Ernst Günter Hansing. Zusammen mit Hans Nitsche. Worms, Wernersche Verlagsgesellschaft 2006. ISBN 3-88462-239-0
- Die Kölner Erzbischöfe Josef Kardinal Frings, Joseph Kardinal Höffner, Joachim Kardinal Meisner in Bildnissen von Ernst Günter Hansing. Zusammen mit Hans Nitsche (Autor), Hubert Luthe (Autor), Manfred Melzer (Autor), Norbert Feldhoff (Autor), Katholisch-Soziales Institut der Erzdiözese Köln (Herausgeber), Freundeskreis Ernst Günter Hansing. Worms, Wernersche Verlagsgesellschaft 2008. ISBN 3-88462-262-5
- Konrad Adenauer in Bildnissen von Ernst Günter Hansing. Wernersche Verlagsgesellschaft, Worms, 2009. ISBN 3-88462-282-X
- Das Gartenparterre: Gestaltung und Sinngehalt nach Ansichten, Plänen und Schriften aus sechs Jahrhunderten. Worms, Wernersche Verlagsgesellschaft 2009. ISBN 3-88462-283-8
- Putten. Wernersche Verlagsgesellschaft, Worms 2010. ISBN 978-3-88462-303-9